# German Yearbook of International Law
Das German Yearbook of International Law ist eine seit 1948 erscheinende Schriftenreihe im Bereich des Völkerrechts. Begründet wurde das Werk, dessen Veröffentlichung bis 1977 unter dem deutschen Titel Jahrbuch für Internationales Recht erfolgte, durch Rudolf Laun und Hermann von Mangoldt. Es wird vom Walther-Schücking-Institut für internationales Recht der Christian-Albrechts-Universität zu Kiel herausgegeben und erscheint im Verlag Duncker & Humblot.
Inhaltliche Schwerpunkte sind die Information der rechtswissenschaftlichen Gemeinschaft im Ausland über die Forschungsaktivitäten deutscher Völkerrechtler und die Darstellung ausländischer Standpunkte für die in Deutschland völkerrechtlich tätigen Rechtswissenschaftler. Darüber hinaus sind Zusammenfassungen der Tätigkeit internationaler Institutionen wie des Internationalen Gerichtshofs und des Europäischen Gerichtshofs für Menschenrechte sowie Rezensionen von neu erschienenen Fachbüchern enthalten. Bevorzugte Sprachen für die Artikel sind Englisch und Französisch, es werden jedoch auch Beiträge in deutscher Sprache veröffentlicht.